# Sumber Rejo Transad
Sumber Rejo Transad is een bestuurslaag in het regentschap Rejang Lebong van de provincie Bengkulu, Indonesië. Sumber Rejo Transad telt 1109 inwoners (volkstelling 2010).